# 3-as busz (Mosonmagyaróvár)
A mosonmagyaróvári 3-as jelzésű autóbusz az Autóbusz-végállomás és az Autóklub megállóhelyek között közlekedik. A vonalat a Volánbusz üzemelteti.

## Közlekedése
Mindennap közlekedik. Egyes járatok az Autóklub felől a Vasútállomásig, majd onnan az 1-es busz vonalán az Autóbusz-végállomásig közlekednek. A vonalon csak regionális autóbuszjáratok közlekednek.

## Útvonala
| Autóklub felé | Autóbusz-végállomás felé |
| --- | --- |
| Autóbusz-végállomás – TESCO Áruház parkoló – Szekeres Richárd utca – Hold utca – Gorkij utca – Kapucinus utca – Pozsonyi út – Fő út – Szent István király út – Gabona rakpart – Autóklub | Autóklub – Gabona rakpart – Szent István király út – Fő út – Pozsonyi út – Kapucinus utca – Gorkij utca – Terv utca – Szekeres Richárd utca – TESCO Áruház parkoló – Autóbusz-végállomás |

## Megállóhelyei
Az átszállási kapcsolatok között az Autóbusz-végállomás és az Autóklub között rövidebb útvonalon közlekedő 3K busz nincs feltüntetve!
| 0  | Autóbusz-végállomás                                | 16 | 1, 1K, 2, 5A, 5H, 5K, 5R, 6, 7, 7I, 7M     | Autóbusz-állomás, TESCO Hipermarket, Park Center, ÉNYKK Zrt. |
| 2  | Hold utca                                          | 15 | 1, 2, 4A                                   | Fekete István Általános Iskola |
| 3  | Gorkij utca                                        | ∫  | 1                                          | |
| ∫  | Terv utca, Ifjúság utca (Korábban: Terv utca, ABC) | 14 | 1, 2, 4A                                   | |
| 4  | Kossuth Lajos Gimnázium                            | 12 | 1, 2, 4A                                   | Kossuth Lajos Gimnázium, 48-as tér, Lourdesi Szűz Mária kápolna, Földhivatal, Vár tó |
| 5  | Városháza                                          | 11 | 1, 1B, 2, 4, 4A, 4H, 5, 5A, 5H, 5K, 5R, 6  | Városháza, Deák Ferenc tér, Posta, Óvári Szűz Mária Királynő és Szent Gotthárd templom, Óváros                                                                                               |
| 6  | Evangélikus templom                                | 10 | 1, 1B, 1K, 4, 4A, 4H, 5, 5A, 5H, 5K, 5R, 6 | Karolina Kórház és Rendelőintézet, Evangélikus templom, Régi Vámház tér, Városkapu tér, ÁNTSZ, Bolyai János Informatikai és Közgazdasági Szakgimnázium, Mosonmagyaróvári Járásbíróság, Posta |
| 8  | Móra Ferenc lakótelep                              | 8  | 1, 1B, 1K, 4, 4H, 5, 6                     | Móra Ferenc lakótelep, Református templom, Móra Ferenc Általános Iskola, Hunyadi Mátyás Szakképző és Szakközépiskola, Bolyai János Általános Iskola, Mosonvármegyei Múzeum                   |
| 10 | Kormos István lakótelep                            | 6  | 1, 1B, 1K, 2, 6                            | Kormos István lakótelep, Éltes Mátyás Nevelési-Oktatási Központ, Vackor Óvoda |
| 11 | Szent István király út, Duna utca                  | 5  | 1, 1B, 1K, 2, 6                            | Szent Rozália kápolna, Ostermayer Napköziotthonos Óvoda |
| 12 | Mosoni posta                                       | 4  | 1, 1B, 1K, 2, 6                            | Szent János plébániatemplom, Huszár Gál Városi Könyvtár, Posta |
| ∫  | Közösségi ház                                      | 3  | 1, 1B, 1K, 2, 6                            | Fehér Ló Közösségi Ház |
| 14 | Kühne gyár                                         | ∫  | 1, 1B, 1K, 2, 4, 4H, 5, 6, 8               | Kühne gyár |
| 17 | Autóklub                                           | 0  |                                            | |